# Lissonota barbator
Lissonota barbator là một loài tò vò trong họ Ichneumonidae.